# Bethenny Frankel

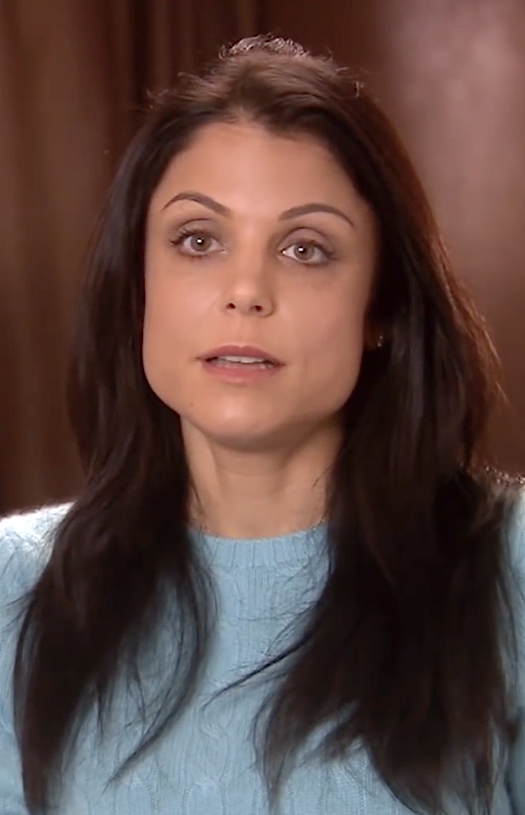
Bethenny Frankel (2009)

Bethenny Frankel (Nova Iorque, 4 de novembro de 1970) é uma empresária, apresentadora e escritora americana. Ela é mais conhecida como fundadora e CEO da marca de estilo de vida Skinnygirl e pelas participações em reality shows como The Real Housewives of New York City e The Apprentice: Martha Stewart. Em 2022, Bethenny ganhou o status de ícone dos prêmios MTV de cinema e televisão.

## Carreira
Bethenny frequentou escolas católicas quando adolescente e se formou em 1988 na Pine Crest School em Fort Lauderdale, Flórida, onde morava no campus. Ela frequentou o Natural Gourmet Institute na cidade de Nova York e a Boston University, antes de formar-se em psicologia e comunicação pela New York University. Em 1992, mudou-se para Los Angeles com a esperança de ser atriz. Bethenny conseguiu alguns pequenos papéis e trabalhou como babá de Paris Hilton e como assistente pessoal de Jerry Bruckheimer e Linda Bruckheimer, assim como assistente de produção do programa Saved by the Bell.  Essas experiências a levaram a empreender,  porém todas as empresas tiveram vida curta. Depois dessa série de investimentos mal-sucedidos, ela competiu no reality show The Apprentice: Martha Stewart em 2005, terminando como segunda colocada na disputa.
Em 2008, ela foi escalada para o elenco de mais uma série documental, intitulada The Real Housewives of New York City, da qual participou por oito temporadas até 2019 . Neste período, ela começou a escrever uma série de livros motivacionais, além de lançar a empresa Skinnygirl e uma linha de coquetéis, que vendeu por 120 milhões de dólares em 2011. A participação dela no reality também lhe rendeu um spin-off como protagonista, intitulado Bethenny Ever After. O programa teve o episódio de estreia com maior audiência do canal Bravo até então, e ficou no ar entre 2010 e 2012. Depois, ela comandou o talk-show diário Bethenny entre 2013 e 2014 e foi uma das juradas do reality show de empreendedorismo Shark Tank de 2017 a 2019. 
Em 2021, Bethenny Frankel apresentou o reality show The Big Shot with Bethenny, que foi exibido pela HBO Max e trazia um grupo de profissionais em busca de uma vaga no time executivo da empresária. Além disso, direcionou seu trabalho como podcaster nos anos 2020, por meio de programas como Just B e ReWives.   Em 2022, ela se juntou a Kevin O'Leary como apresentadora da segunda temporada do programa Money Court, sobre empreendedorismo. No mesmo ano, Bethenny lançou um livro sobre negócios e empreendedorismo feminino, intitulado Business is Personal.
Bethenny Frankel também é a fundadora da BStrong, uma organização de ajuda humanitária com foco em suporte a vítimas de desastres. Por meio deste trabalho, ela arrecada milhões de dólares para alívio de vítimas de situações como o furacão em Porto Rico, a pandemia da COVID-19 e a guerra na Ucrânia.

## Prêmios e Honrarias
Em 2011, Bethenny Frankel apareceu na capa da revista Forbes como uma das cem pessoas mais poderosas da indústria do entretenimento naquele ano. Em 2022, ela ganhou o status de realeza dos reality shows pelos prêmios MTV.

## Vida pessoal
Bethenny foi casada com os executivos Peter Sussman e Jason Hoppy, com quem tem uma filha. Atualmente, é noiva do produtor de cinema Paul Bernan.  Ela é judia e alérgica a frutos do mar.